# Саркисов, Александр Александрович
Александр Александрович Саркисов (19 мая 1936, Москва — 13 января 2019, Санкт-Петербург), советский и российский учёный и конструктор, специалист в области авиационного двигателестроения, организатор производства. Генеральный конструктор, доктор технических наук, профессор. Лауреат Ленинской премии. Заслуженный деятель науки Российской Федерации.

## Биография[2]
- 1959: окончил Уфимский авиационный институт по специальности «Двигатели летательных аппаратов»;
- 1959—1972: работал в Уфимском ОКБ Министерства авиационной промышленности СССР (УМКБ «Союз»): инженер-конструктор, начальник конструкторской группы, ведущий конструктор;
- 1972—1982, там же: заместитель главного конструктора — заместитель руководителя организации;
- 1978—1983: совмещал основную работу с преподаванием в Уфимском авиационном институте;
- 1983—1987: заместитель начальника — главный инженер 3-го Главного управления Минавиапрома;
- 1988—2003: генеральный конструктор — руководитель ФГУП «Завод им. В. Я. Климова»;
- с 1990: профессор Санкт-Петербургского государственного политехнического университета;
- 1991: доктор технических наук.

Внёс вклад в создание и производство высокоэффективных авиационных газотурбинных двигателей (ГТД) для самолётов военного и гражданского назначения (Су-15, Су-25, МиГ-21БИС, МиГ-29, Ил-114, Ан-140), вертолётов (Ми-8, Ми-24, Ми-28, Ка-32, Ка-50, Ка-52), беспилотных летательных аппаратов. Под руководством А. А. Саркисова разработаны цифровые системы автоматического управления и контроля БАРК (блок автоматического регулирования и контроля), значительно повышающие экономичность и надёжность эксплуатации двигателя. На базе авиационных двигателей созданы находящие широкое применение в народном хозяйстве мобильные энергоустановки: электростанции, насосные станции для восстановления старых нефтяных скважин, для гидроразрыва нефтяного пласта, приводные для очистки магистральных нефтяных трубопроводов. Автор вузовского учебника «Конструкция и проектирование авиационных ГТД» (1989). Вице-президент Академии наук авиации и воздухоплавания. Действительный член ряда отраслевых академий.

## Признание
- 1971: орден Октябрьской Революции;
- 1976: орден Трудового Красного Знамени;
- 1984: Ленинская премия;
- 1996: Заслуженный деятель науки Российской Федерации[3].